# Hypokopelates viridis
Hypokopelates viridis är en fjärilsart som beskrevs av Henry Stempffer 1964. Hypokopelates viridis ingår i släktet Hypokopelates och familjen juvelvingar. Inga underarter finns listade i Catalogue of Life.